# Élections municipales équatoguinéennes de 2022
Les élections municipales équatoguinéennes de 2022 ont lieu le 20 novembre 2022, en même temps que l'élection présidentielle et les élections parlementaires.
Le Parti démocratique de Guinée équatoriale au pouvoir remporte l'intégralité des 588 sièges de conseillers à pourvoir.